# Stor-Stutvattnet
Stor-Stutvattnet är en sjö i Åsele kommun i Lappland och ingår i Gideälvens huvudavrinningsområde. Sjön har en area på 1,11 kvadratkilometer och ligger 281,2 meter över havet.

## Delavrinningsområde
Stor-Stutvattnet ingår i det delavrinningsområde (712048-161510) som SMHI kallar för Utloppet av Stor-Stutvattnet. Medelhöjden är 349 meter över havet och ytan är 11,84 kvadratkilometer. Det finns ett avrinningsområde uppströms, och räknas det in blir den ackumulerade arean 13,17 kvadratkilometer. Vattendraget som avvattnar avrinningsområdet har biflödesordning 2, vilket innebär att vattnet flödar genom totalt 2 vattendrag innan det når havet efter 139 kilometer. Avrinningsområdet består mestadels av skog (63 procent). Avrinningsområdet har 1,09 kvadratkilometer vattenytor vilket ger det en sjöprocent på 9,2 procent.